# Deltocephalus gnarus
Deltocephalus gnarus är en insektsart som beskrevs av Ball 1900. Deltocephalus gnarus ingår i släktet Deltocephalus och familjen dvärgstritar. Inga underarter finns listade i Catalogue of Life.